# Stadsvrijheid

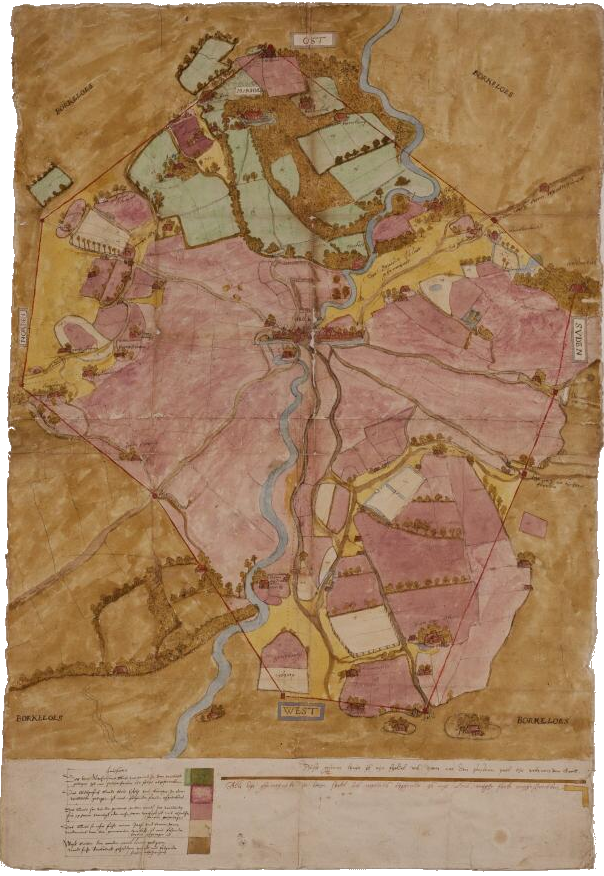
Kaart van stad en schependom Groenlo uit 1550

De stadsvrijheid, schependom of wigbold was van de middeleeuwen tot de Franse tijd in het buitengebied bij een stad dat juridisch tot die stad behoorde en waar het stadsrecht gold.

## Rechtsgebied
In tegenstelling tot de eigenlijke stad die werd beschermd door vestingwerken zoals grachten, wallen of muren, had de stadsvrijheid meestal geen verdedigingswerken. Misschien kunnen landweren als zodanig beschouwd worden. De stadsvrijheid werd gewoonlijk afgebakend met grenspalen of stenen.
In het gebied genoot men de vrijheden en rechten behorende bij de stad. Het ontleende deze vrijheden aan de privileges die door de landsheer aan de stad verstrekt waren. Buiten de grenzen van gold een ander recht, het landrecht. De vanwege de verkregen stadsvrijheid verschuldigde belastingen werden in de vorm van afdrachten voldaan aan de landsheer.
Binnen de stadsvrijheid was de stadsvrede van kracht. Dat betekende dat de ingezetenen er net als in de stad vrije burgers waren. Gedurende jaarmarkten gold een speciale stadsvrede. De stad gaf dan een vrijgeleide aan kooplieden en andere welkome bezoekers. Die mochten in het gebied dan ook wapens dragen. Zo was het risico om buiten de stad overvallen en beroofd te worden minder groot.
In plaatsen in de Zuidelijke Nederlanden, werd het gebied dat onder de rechtsregels van de stad viel meestal schependom genoemd. In Oost-Nederland was wigbold de gebruikelijke term.

## Wigbold
De benaming wigbold kwam vooral voor in Overijssel, de Gelderse Achterhoek en de Duitse streken Westfalen en Nedersaksen. Het is daar in de 12e eeuw voor het eerst beschreven. In de stad Münster in 1178, in Lübeck in 1181, in Bocholt in 1201, in Deventer en Oldenzaal voor 1216 en in Osnabrück in 1243. Het wigboldrecht wordt in deze streken ook wel gezien als voorloper van het stadsrecht. Soms lag het wigboldgebied geheel los van het stadsterritorium en vormde zo een exclave.
In Overijssel waren Delden, Deventer, Enschede, Goor, Oldenzaal, Rijssen en Zwolle steden met een wigbold. In Gelderland werd het buitengebied van Groenlo en Hattem zo genoemd.
Het woorddeel wig heeft te maken met het Germaanse begrip wik, een omheind gebied. Bold is een oud woord voor recht.

## Buitengerecht
De Stadsvrijheid van Utrecht was onderverdeeld in circa 15 buitengerechten, aan het stadsbestuur ondergeschikte ambtsheerlijkheden. in deze gebieden direct buiten de stadspoorten vond veel brandgevaarlijke of hindergevende bedrijvigheid  plaats. Ook bevonden zich onder andere meerdere kloosters in de stadsvrijheid. In ieder buitengerecht bevond zich een woonkern. Bewoners fungeerden vanaf 1340 twee eeuwen lang als buurraad in de plaatselijke lagere rechtbank. De hogere rechtspraak in de buitengerechten werd uitgeoefend door de stad.